# 香寺郵便局
香寺郵便局（こうでらゆうびんきょく）は兵庫県姫路市にある郵便局。民営化前の分類では集配普通郵便局であった。

## 概要
住所：〒679-2199 兵庫県姫路市香寺町香呂76-1

## 沿革
- 1956年（昭和31年）7月9日 - 香寺町字香呂から同町字中屋に移転[1]。
- 1956年（昭和31年）10月1日 - 香呂郵便局から香寺郵便局に改称。同日、溝口郵便局から集配業務を移管。
- 1958年（昭和33年）7月1日 - 溝口郵便局から電話交換事務の取扱を移管。
- 1967年（昭和42年）11月26日 - 溝口郵便局から和文電報配達業務の一部[2]を移管。
- 1970年（昭和45年）4月24日 - 電話の加入および料金に関する簡易な事務を除く電話交換業務を、姫路電報電話局に移管。同日、播磨山田郵便局から和文電報配達業務を移管。
- 1975年（昭和50年）10月31日 - 電話の加入および料金に関する簡易な事務を姫路電報電話局に移管。
- 1976年（昭和51年）10月4日 - 香寺町中屋から同町香呂に移転するとともに、特定郵便局から普通郵便局に局種別改定。
- 1977年（昭和52年）9月29日 - 和文電報配達業務を福崎電報電話局に移管。
- 1999年（平成11年） - 外国通貨の両替および旅行小切手の売買に関する業務取扱を開始。
- 2007年（平成19年）10月1日 - 民営化に伴い、併設された郵便事業香寺支店に一部業務を移管。
- 2012年（平成24年）10月1日 - 日本郵便株式会社発足に伴い、郵便事業香寺支店を香寺郵便局に統合。

## 取扱内容
- 郵便、印紙、ゆうパック、内容証明
- 貯金、為替、振替、振込、国際送金、国債、投資信託
- 生命保険、バイク自賠責保険、自動車保険
- 地方公共団体事務（兵庫県住宅再建共済基金利用申込取次事務）
- ゆうちょ銀行ATM
- 姫路市内の一部地域（〒679-21xxの地域）の集配業務
- ゆうゆう窓口

## 周辺
- 姫路市立図書館香寺分館
- 姫路日ノ本短期大学

## アクセス
- JR播但線 香呂駅から徒歩約7分
- 神姫バス 香呂停留所下車
- 播但連絡道路 船津ランプから西へ約2km
- 国道312号 広瀬北交差点を西に折れて約200m
- 駐車場あり：12台